# 奶嘴海葵
奶嘴海葵（學名Entacmaea quadricolor），又名掌頭海葵、四色篷錐海葵或櫻蕾篷錐海葵，是印度洋-太平洋海域的一種海葵。它們是多種小丑魚的棲息處。

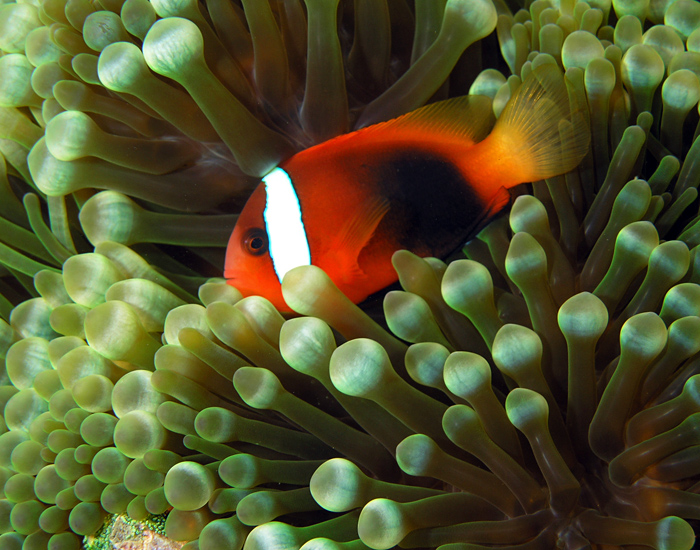
在奶嘴海葵內的黑雙鋸魚。

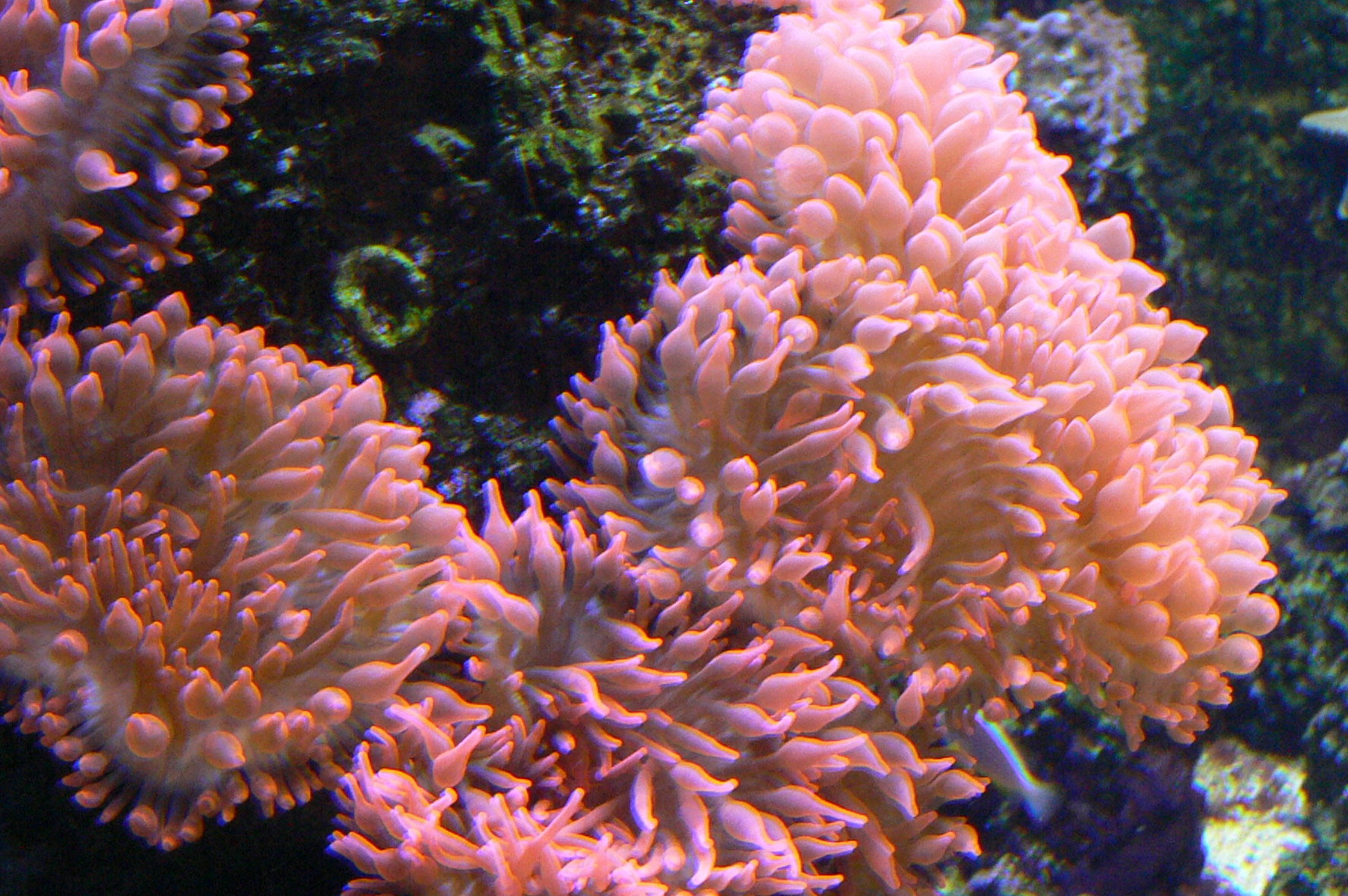
奶嘴海葵群落。

奶嘴海葵有多個型態，包括玫瑰色、橙色、紅色及綠色。它們的直徑可以長達30厘米，經蟲黃藻從太陽光吸取大部份能量。它們用觸手來濾食，或是吸收小丑魚從表面清除的廢物。在水族箱特到適當照料及碘等礦物質輔助下，它們可以進行無性繁殖。
奶嘴海葵分佈在兩個地方。較大的個體很多時會留在深海中，其觸手也較黏。它們一般都是獨居的。較細小的個體會成群的在近水面生活，經常展示奶嘴狀的觸手。一般相信這些奶嘴狀觸手端是與其生活環境的太陽光光度有關，能接受較多光的個體一般都有這些觸手端。